# María Guadalupe Lomelí Cerezo
María Guadalupe Lomelí Cerezo (Ciudad de México, 6 de noviembre de 1924) es una matemática mexicana, fue la primera mujer en ingresar al Instituto de Matemáticas de la UNAM. Obtuvo una maestría en ciencias con especialidad en estadística, en la Universidad del Estado de Iowa, E.U.A.

## Trayectoria
Estudió el bachillerato de Ciencias-Físico-Matemáticas, en la Escuela Nacional Preparatoria de la UNAM de 1941- 1942. Realizó su carrera de Matemáticas, en la Facultad de Ciencias ubicada en el Palacio de Minería de 1942-1946, siendo ella, una de las cuatro alumnas regulares y más jóvenes. Obtuvo su título en Matemáticas en 1950. Realizó su maestría en la Universidad del Estado de Iowa, E.U.A. Regresó a la Ciudad de México, optando por desarrollar su labor como docente en la Escuela Nacional Preparatoria, en donde impartió clases de Matemáticas de 1947-1953. Decidió no realizar el doctorado debido a que en el país la Estadística estaba poco desarrollada.
Fue investigadora y la primera mujer del Instituto de Matemáticas de la UNAM. En 1961, la planta de investigadores del Instituto estaba conformada por 15 personas, solo dos eran mujeres, ella impartió Estadística y Probabilidad.
En el sector público se desempeñó como “estadístico” de 1954-1958 (la maestra Lomelí utilizaba el adjetivo masculino en todos sus cargos). Posteriormente fue jefa del Departamento de Análisis Estadístico y Muestreo en la Dirección General de Estadística y Muestreo de 1957-1976. Asimismo, fue jefa de Muestreo en la Secretaria de Obras, Estadística; en la de Pesca.
A nivel internacional participó en estadísticas agrícolas como asesora experta, en la Organización de las Naciones Unidad para la Agricultura y la Alimentación (FAO) en Guatemala, Venezuela, Colombia, Chile, Roma, Guyana y Sri Lanka.
Contribuyó como vocal y secretaria de actas en las juntas directivas de la Sociedad Matemática Mexicana en los periodos 1957-1959 y 1961-1963. 